# El Limón, Amatenango de la Frontera
El Limón är en ort i Mexiko.   Den ligger i kommunen Amatenango de la Frontera och delstaten Chiapas, i den sydöstra delen av landet, 900 km sydost om huvudstaden Mexico City. El Limón ligger 908 meter över havet och antalet invånare är 126.
Terrängen runt El Limón är bergig norrut, men söderut är den kuperad. El Limón ligger nere i en dal. Runt El Limón är det ganska tätbefolkat, med 96 invånare per kvadratkilometer. Närmaste större samhälle är Motozintla de Mendoza, 14,5 km väster om El Limón. I omgivningarna runt El Limón växer huvudsakligen savannskog.